# كأس جمهورية أيرلندا 2007
كأس جمهورية أيرلندا 2007 (بالإنجليزية: 2007 FAI Cup)‏ هو موسم من كأس جمهورية أيرلندا. أشرف على تنظيمه اتحاد أيرلندا لكرة القدم، وفاز فيه نادي كورك سيتي.